# A Sort of Homecoming
A Sort of Homecoming – album kompilacyjny progresywnometalowego zespołu Dream Theater, nagrany w kilku miejscach, głównie podczas występu grupy w Madison Square Garden (Nowy Jork) w 2004 roku.

## Lista utworów
1. NYC Radio Ad (1:01)
2. As I Am (7:10)
3. Honor Thy Father (9:47)
4. Caught in a Web Pt. 1 (3:44)
5. Mike Portnoy Drum Duet with Scott Rockenfield (7:35)
6. Beyond This Life Improv Jam (11:07)
7. The Oakdale Oddysey (5:42)
8. The Spirit of St. Louis (6:17)
9. John Petrucci Guitar Spot (3:27)
10. Vacant (2:35)
11. Stream of Consciousness (11:02)
12. Disappear (6:10)

## Skład
- James LaBrie – śpiew
- Jordan Rudess – instrumenty klawiszowe
- John Myung – gitara basowa
- John Petrucci – gitary
- Mike Portnoy – instrumenty perkusyjne
- Eugene Friesen – skrzypce i wiolonczele (utwory 10-12)
- Scott Rockenfield – instrumenty perkusyjne (utwór 5.)